# Нурдин Хассан
Нурдин Хассан (малайск. Noordin Hassan; род. 18 января 1929 года, Пинанг) — малайзийский драматург, Национальный писатель Малайзии (1993).

## Краткая биография
Среднее образование получил в Малайзии, высшее — в Англии (Лондонский университет, 1962—1966 гг.). Прослушал также курс по драматургии в Ньюкаслском университете (1976).

## Творчество
Написал и осуществил на базе своих пьес более 30 постановок, в которых социальная критика принимает условные фантастико-аллегорические, порой абсурдистские формы. Для усиления зрелищности прибегает к приемам традиционного малайского театра, смело вводит в ткань пьесы стихи, музыку, песни, шутовские клоунады («Не трава на ветру», 1970; «Не убивайте бабочек», 1978; «Этой ночью плакала черепаха», 1994 и др.). Автор концепции "театр веры" (teater fitrah). Рассматривая художественное творчество как акт поклонения Богу и Богопознания, он подчиняет этой цели сюжет и эстетику своих произведений, широко прибегает к исламской символике и иносказательности. Среди пьес исламского содержания пьеса "Чиндей" 

## Награды
- Литературная премия Малайзии (1972)
- Орден «Защитнику Короны» от Верховного правителя Малайзии (1979)
- Литературная премия Юго-Восточной Азии, Таиланд (1987)
- Звание Национальный писатель Малайзии — высшее звание для литераторов Малайзии (1993)
- Орден «За заслуги перед штатом» от губернатора Пинанга и почётное звание «датук» (1994)